# Callidiellum virescens
Callidiellum virescens är en skalbaggsart som beskrevs av Chemsak och Linsley 1966. Callidiellum virescens ingår i släktet Callidiellum och familjen långhorningar. Inga underarter finns listade.